# Marketing programmatique
 (septembre 2017).
Les informations dans cet article sont mal organisées, redondantes, ou il existe des sections bien trop longues. Structurez-le ou soumettez des propositions en page de discussion.
Avec le temps, il arrive que le contenu présent dans un article devienne désordonné. Il est souvent nécessaire de réorganiser l'article de fond en comble.
- Il faut tout d’abord répartir le contenu de l'article en plusieurs sections. Les informations doivent ensuite être exposées clairement et le plus synthétiquement possible, regroupées par sujet afin d'éviter les doublons. Quelqu'un cherchant une information précise doit pouvoir la trouver rapidement en lisant la section appropriée.
- À l'intérieur de chaque section, le texte, souvent initialement sous la forme de phrases éparses, doit être regroupé dans des paragraphes de quelques lignes, en assurant un enchaînement logique et une cohérence entre les phrases.
- Lorsque l'article ou l'une de ses sections développe trop longuement un point qui n'est pas dans le cœur du sujet traité, il convient de faire une synthèse et de transférer l'ancien contenu dans des articles plus appropriés (en cas de transfert, il faut impérativement respecter la procédure Aide:Scission).

Si vous pensez que ces points ont été résolus, vous pouvez retirer ce bandeau et améliorer le plan d'un autre article.
Le marketing programmatique est une évolution du marketing numérique consistant à utiliser des logiciels et des algorithmes pour déployer les campagnes. Modèle émergeant depuis les années 2000, le marketing programmatique induit une automatisation des processus d’achat, de vente, de recommandation.

## Spécificités
L'approche publicitaire traditionnelle est basée principalement sur l'établissement d'un plan média de manière verticale et indirecte, c'est-à-dire la sélection d'un ou plusieurs médias (télévision, radio, affichage, presse, internet...) en fonction de la cible, du budget et des objectifs. 
Le marketing programmatique est basé sur le ciblage direct des internautes à travers l'achat d'espace, impression par impression. Il s'agit d'un ciblage subtil qui se base sur l'analyse du comportements des internautes à travers les cookies. Appliqué à la publicité, il se distingue des traditionnels processus d’achat et de vente par la suppression des nombreuses étapes chronophages de négociations, d’allers retours de plans médias, et ordres d’insertion à répétition.

## Achat par enchères (RTB) ou en direct
Contrairement aux croyances communément admises, la publicité programmatique ne se limite pas au real time bidding (RTB) où les achats sont réalisés sur des places de marché ouvertes sous forme d'enchères. On trouve également le programmatique direct, où l'acquéreur réalise son achat d’espaces en disposant d’un inventaire garanti à l’avance sur des places de marché fermées.

## Plateforme marketing programmatique
Une plateforme marketing programmatique (PMP) se définit par un positionnement en marge des écosystèmes programmatiques communément admis. On trouve dans cette catégorie les acteurs couplant les attributs d'achat programmatique et de ciblage d’audience d'une Demand Side Platform (en) (DSP)[source insuffisante], ainsi que les fonctionnalités de collecte, traitement et exploitation de la donnée d’une Data Management Platform (DMP)[source insuffisante].
Positionnée côté achat, la plateforme marketing programmatique offre ses services aux annonceurs.

## Un marché en forte croissance
En 2004, les dépenses publicitaires numériques s'élevaient à 3 milliards d'euros en France. 
Le marketing programmatique connait une croissance importante depuis 2016. En France, il représente le mode d'achat majoritaire. En 2017, la publicité numérique programmatique représente 59 % de la publicité numérique en France.
Selon l'IAB (The Interactive Advertising Bureau), le marché programmatique a connu une croissance de 70,3 % des investissements entre l'année 2014 et 2015, en Europe.